# Thorgan Hazard
Thorgan Ganael Francis Hazard (29 de març de 1993, La Louvière, Bèlgica), és un futbolista belga que juga com a centrecampista al RSC Anderlecht. És el germà petit d'Eden Hazard. També és internacional amb la selecció belga.

## Trajectòria
Va començar jugant a les categories inferiors de l'AFC Tubize de Bèlgica i amb 14 anys el va descobrir el RC Lens francès en un torneig local.

### RC Lens
De la mateixa manera que el seu germà gran, va començar la seva carrera futbolística a Bèlgica, jugant pel Royal Stade Brainois. Amb 14 anys va fitxar pel club francès del RC Lens després que el descobrissin uns experts mentre jugava amb el Tubize en un torneig local. Els seus pares van acceptar la oferta amb l'esperança que li servís de formació el seu pas per França. En les categories inferiors del Lens va coincidir amb Geoffrey Kondogbia i Raphaël Varane.
El 7 d'abril de 2010, va signar el seu primer contracte professional, un contracte de tres anys fins al juny de 2013. En la seva pre-temporada de debut, va marcar un gol en un empat 1-1 amb el club belga Roeselare KSV. No va ser fins al 8 d'agost del 2010, que no va fer el seu debut amateur, quan va aparèixer com a substitut en una victòria per 2-0 sobre el Drancy. El 9 de maig del 2011, Hazard va ser cridat pel primer equip per a jugar un partit de lliga contra el Girondins de Burdeus. Finalment no va poder jugar en aquell partit i va acaba la temporada en el segon equip del Lens.
La temporada 2011-12, va ser promocionat i obtingué fitxa del primer equip amb el número 22 a la samarreta. Va debutar el 30 de juliol del 2011 en un partit contra l'Stade de Reims apareixent com a substitut a la segona meitat. El partit va acabar en derrota per 2-0.

### Chelsea
El seu pas pel Chelsea FC va ser tan ràpid que només va jugar un partit amistós amb el segon equip del club anglès que va empatar a 0 contra el Manchester City FC.

### Zulte Waregem
El 30 d'agost, el club anglès fa un comunicat on anuncia que cedeix el jove jugador a un club del seu país, el Zulte Waregem.
Hazard debuta amb el Zulte el 15 de setembre amb una victòria per 1-0 contra l'OH Leuven. El 31 d'octubre contribueix amb el seu primer gol en una victòria per 4-1 contra el Charleroi SC. A l'inici de la següent temporada el Zulte i el Chelsea van arribar a un acord per a continuar amb la cessió del jugador durant un any més. El 28 de novembre va marcar un gol en la victòria contra el Wigan Athletic anglès en un partit de la fase de grups de la Lliga Europa de la UEFA 2013-2014. Era el seu primer gol en competició europea.
Al final d'aquella temporada va ser escollit, pels aficionats, el millor jugador del Zulte amb 17 gols en 53 partits oficials. També va ser escollit com a millor jugador belga de l'any.

### Borussia Mönchengladbach
El 5 de juliol del 2014 se cedit al Borussia Mönchengladbach durant un any. En el club alemany va debutar en partit de copa contra el FC 08 Homburg guanyant per 3-1. Aquella temporada també va participar en partits de la Bundesliga i de la Lliga Europa de la UEFA superant la fase de grups però caient contra el Sevilla CF en els setzens de final. Al febrer es va arribar a un acord pel qual el Chelsea traspassava a Hazard al club alemany a partir de la següent temporada.
Les seves aparicions en els partits del Mönchengladbach han anat augmentant i la temporada 2016-17 va marcar el seu primer hat-trick en partit classificatori de la Lliga de Campions de la UEFA contra els BSC Young Boys suïssos. A més en el partit de la fase de grups contra el FC Barcelona marca el seu primer gol en aquesta competició.

### Borussia Dortmund
El 22 de maig de 2019, Hazard es va unir al Borussia Dortmund amb un contracte de cinc anys per una tarifa reportada de 25,5 milions d'euros. Va arribar al club al mateix temps que el seu nou company d'equip Julian Brandt, que va fitxar procedent del Bayer Leverkusen. Va formar part de la plantilla que va guanyar la DFB-Pokal durant la temporada 2020–21.

#### Cessió al PSV
El 31 de gener de 2023, Hazard es va incorporar al club de l'Eredivisie, el PSV, en qualitat de cedit fins al final de la temporada. Va marcar en el seu debut en un empat 2-2 contra el Feyenoord.

### Anderlecht
El 6 de setembre de 2023, Hazard va fitxar pel club de la Belgian Pro League, el RSC Anderlecht, amb un contracte de tres anys, per una tarifa reportada de 4 milions d'euros. El 28 de gener de 2024, va marcar el seu primer gol amb el club en un partit de la Jupiler Pro League contra el Royale Union Saint-Gilloise, on va marcar el gol de l'empat per a l'Anderlecht en els últims minuts del partit, que va acabar en un empat 2-2.

## Internacional

### Categories inferiors
En la seva etapa com a juvenil, el jove belga internacional ha representat al seu país en categories des de la sub-16 fins a la sub-21. En aquestes categories ha jugat partits de seleccions a nivell europeu aconseguint un total de 16 gols.

### Internacional
El 16 de maig del 2013, Hazard va rebre la seva primera convocatòria amb la selecció absoluta del seu, pais sota les ordres de Marc Wilmots, per jugar un amistós amb la selecció de futbol dels Estats Units, seguit d'un partit classificatori pel Mundial 2018 contra la selecció de futbol de Sèrbia. El 29 de maig del 2013, va debutar en aquell partit amistós substituint a la segona part a Romelu Lukaku del Chelsea FC, aquell partit va acabar en victòria per 4-2.
Hazard era un dels set jugadors de reserva de la llista belga pel Mundial del Brasil de 2014

## Clubs
| Club            | Pais       | Any            | Partits | Gols | Assistències |
| --------------- | ---------- | -------------- | ------- | ---- | ------------ |
| RC Lens         | França     | 2011 - 2012    | 16      | 0    | 1            |
| Chelsea FC      | Anglaterra | 2012           | 0       | 0    | 0            |
| Zulte Waregem   | Bèlgica    | 2012 - 2014    | 90      | 21   | 29           |
| Mönchengladbach | Alemanya   | 2014 - Present | 147     | 33   | 32           |

## Estadístiques
| Club                     | Temporada           | Lliga   | Lliga | Lliga  | Copa    | Copa | Copa   | Europa  | Europa | Europa | Total   | Total | Total  |
| Club                     | Temporada           | Partits | Gols  | Assist | Partits | Gols | Assist | Partits | Gols   | Assist | Partits | Gols  | Assist |
| ------------------------ | ------------------- | ------- | ----- | ------ | ------- | ---- | ------ | ------- | ------ | ------ | ------- | ----- | ------ |
| RC Lens                  | 2011–12             | 14      | 0     | 1      | 2       | 0    | 0      | -       | -      | -      | 16      | 0     | 1      |
| RC Lens                  | Total               | 14      | 0     | 1      | 2       | 0    | 0      | -       | -      | -      | 16      | 0     | 1      |
| Zulte Waregem            | 2012–13             | 34      | 4     | 10     | 3       | 0    | 0      | -       | -      | -      | 37      | 4     | 10     |
| Zulte Waregem            | 2013–14             | 39      | 14    | 16     | 4       | 1    | 0      | 10      | 2      | 3      | 53      | 17    | 19     |
| Zulte Waregem            | Total               | 73      | 18    | 26     | 7       | 1    | 0      | 10      | 2      | 3      | 90      | 21    | 29     |
| Borussia Mönchengladbach | 2014–15             | 28      | 1     | 7      | 4       | 1    | 0      | 9       | 3      | 3      | 41      | 5     | 10     |
| Borussia Mönchengladbach | 2015–16             | 29      | 4     | 5      | 3       | 2    | 1      | 4       | 0      | 0      | 36      | 6     | 6      |
| Borussia Mönchengladbach | 2016–17             | 23      | 6     | 4      | 2       | 1    | 0      | 8       | 4      | 4      | 33      | 11    | 8      |
| Borussia Mönchengladbach | 2017–18             | 34      | 10    | 8      | 3       | 1    | 1      | 0       | 0      | 0      | 37      | 11    | 9      |
| Borussia Mönchengladbach | Total               | 114     | 21    | 24     | 12      | 5    | 2      | 21      | 7      | 6      | 147     | 33    | 32     |
| Total de la carrera      | Total de la carrera | 189     | 35    | 51     | 20      | 6    | 2      | 31      | 9      | 9      | 234     | 49    | 61     |

## Vida privada
Hazard té tres germans. El germà gran, Eden Hazard que va jugar al Lille OSCM de França i ara juga al Chelsea FC d'Anglaterra. Els altres germans són més petits: Kylian (1995) i Ethan. A l'agost del 2011, en Kylian es va unir a l'acadèmia de juvenils del Lille mentre que n'Ethan es manté a Bèlgica jugant als equips inferiors de l'AFC Tubize. Hazard i el seus tres germans van ser criats en un ambient còmode amb els seus pares assegurant que tenien tot el que necessitaven per a sobresortir. La família vivia molt a prop del camp d'entrenament de futbol i els germans sovint entraven en un camp d'entrenament a través d'un petit forat amb la finalitat de perfeccionar i desenvolupar les seves habilitats.